# Granica turkmeńsko-uzbecka
Granica uzbecko-turkmeńska – granica międzypaństwowa dzieląca terytoria Uzbekistanu i Turkmenistanu o długości 1621 kilometrów.
Początek granicy to trójstyk granic Afganistanu, Turkmenistanu i Uzbekistanu nad rzeką Amu-daria.
Następnie granica przybiera kierunek północny i biegnie przez Góry Kugitangtau (Ajribaba- 3139 m n.p.m.) (odgałęzienie Gór Hisarskich), potem przybiera kierunek północno-zachodni i biegnie przez Step Karszyński zbliżając się do rzeki Amu-daria,następnie opiera się o koryto Amu-darii, by za miastem Pitnak odejść na zachód pozostawiając po uzbeckiej stronie  miasta Urgancz, Chiwa, Tachiatosz, Nukus, Chużajli, Szumanaj, leżące w delcie Amu-darii na Nizinie Turańskiej. Następnie krętą linią dochodzi do słonego jeziora Sarykamskiego, przecina je, biegnie północnym krańcem wyżyny Kapłankyr i dochodzi do trójstyku granic Uzbekistanu, Turkmenistanu i Kazachstanu w zapadlisku Kazachłyszor (-34 m.p.p.m).
Granica powstała po proklamowaniu niepodległości przez Uzbekistan i Turkmenistan w 1991 roku.
Granica o identycznym przebiegu w latach 1924–1991 dzieliła Uzbecką SRR i Turkmeńska SRR wchodzące w skład ZSRR.